# والنرینا

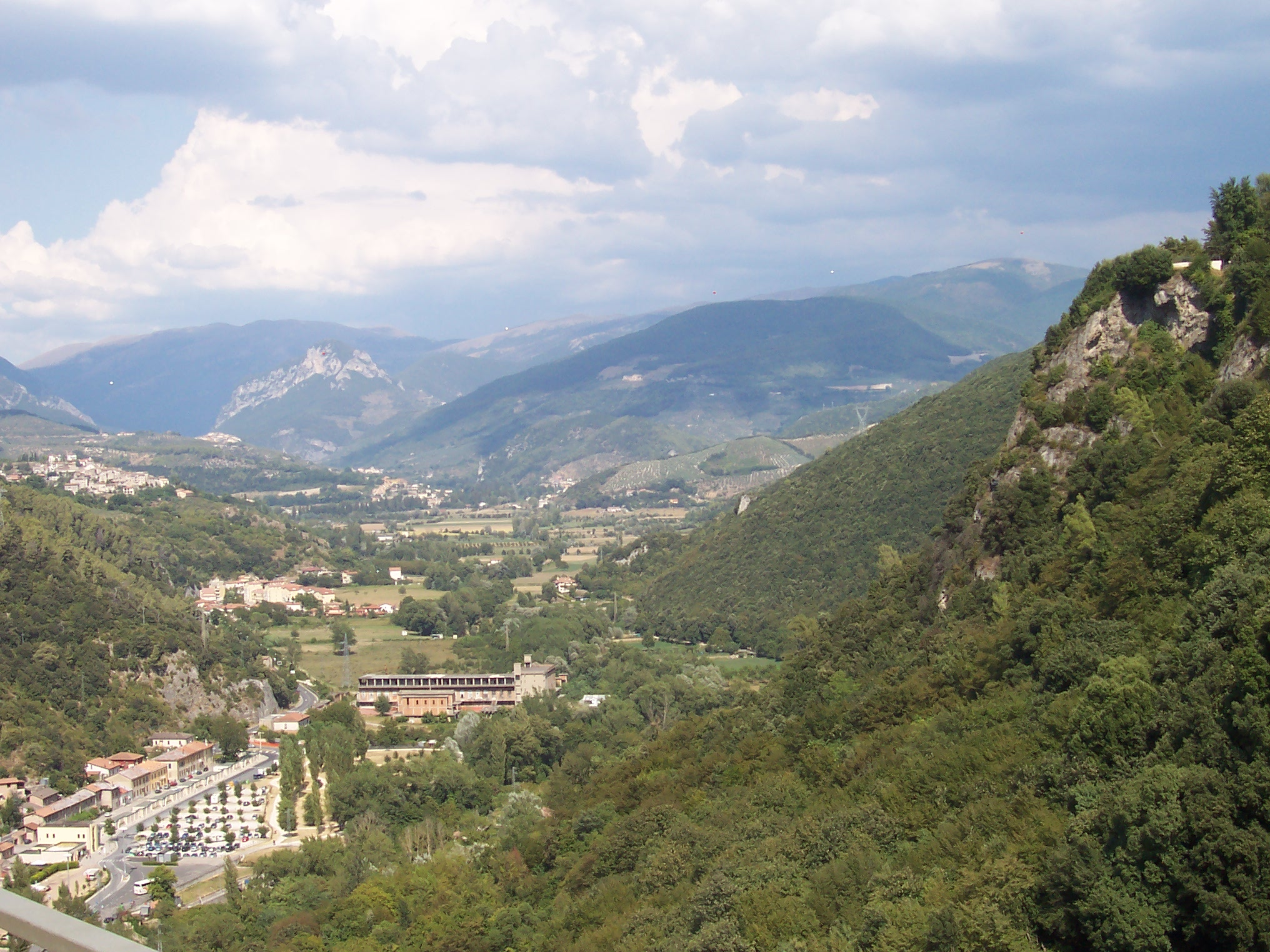
والنرینا نزدیک ترنی، در سوی تورئورسینا و آرونه

والنرینا دره‌ای است که رودخانه نرا از آن می‌گذرد، که از کوه‌های سیبیلینی در مارکه سرچشمه می‌گیرد و از یک منطقه کوهستانی باریک و پرپیچ و خم در جنوب شرقی اومبریا می‌گذرد و سپس به ترنی می‌رسد و در نزدیکی اورته به تیبر می‌ریزد. مراکز جذاب اصلی این دره آرونه، فرنتیلو، ویسو و چرتو دی سپولتو هستند و از دره می‌توان به راحتی به شهرداری‌های نورچا، کاشا و لئونسا رسید.